# Avintes
Avintes é uma vila portuguesa, sede da Freguesia de Avintes do Município de Vila Nova de Gaia, freguesia com 8,82 km² de área e 10836 habitantes (censo de 2021), tendo, assim, uma densidade populacional de 1 228,6 hab./km².
A povoação de Avintes foi elevada à categoria de vila em 1988.
Constituiu, até ao início do século XIX, o couto de Avintes. É uma vila junto ao rio Douro e tem como presidente da junta, eleito no ano de 2013, Cipriano Manuel Castro.

## Demografia
A população registada nos censos foi:
| Distribuição da População por Grupos Etários | Distribuição da População por Grupos Etários | Distribuição da População por Grupos Etários | Distribuição da População por Grupos Etários | Distribuição da População por Grupos Etários |
| -------------------------------------------- | -------------------------------------------- | -------------------------------------------- | -------------------------------------------- | -------------------------------------------- |
| Ano                                          | 0-14 Anos                                    | 15-24 Anos                                   | 25-64 Anos                                   | > 65 Anos                                    |
| 2001                                         | 1953                                         | 1539                                         | 6486                                         | 1545                                         |
| 2011                                         | 1728                                         | 1325                                         | 6588                                         | 1856                                         |
| 2021                                         | 1351                                         | 1172                                         | 5908                                         | 2405                                         |

## Património
- Paço dos Almeidas
- Pedra de audiência (e sobreiro) - Local onde se realizavam as audiências em Avintes em termos de direito civil e não criminal.
- Quinta de Santo Inácio e Parque Animal
- Castro de Baiza
- Monumento aos Combatentes

## Personalidades Ilustres
- Conde de Avintes
- Adriano Correia de Oliveira
- José Vaz, escritor
- Henrique Moreira, escultor
- António Fernandes de Sá, escultor
- Pereira da Silva, escultor
- Pintor Joaquim Pinto Vieira

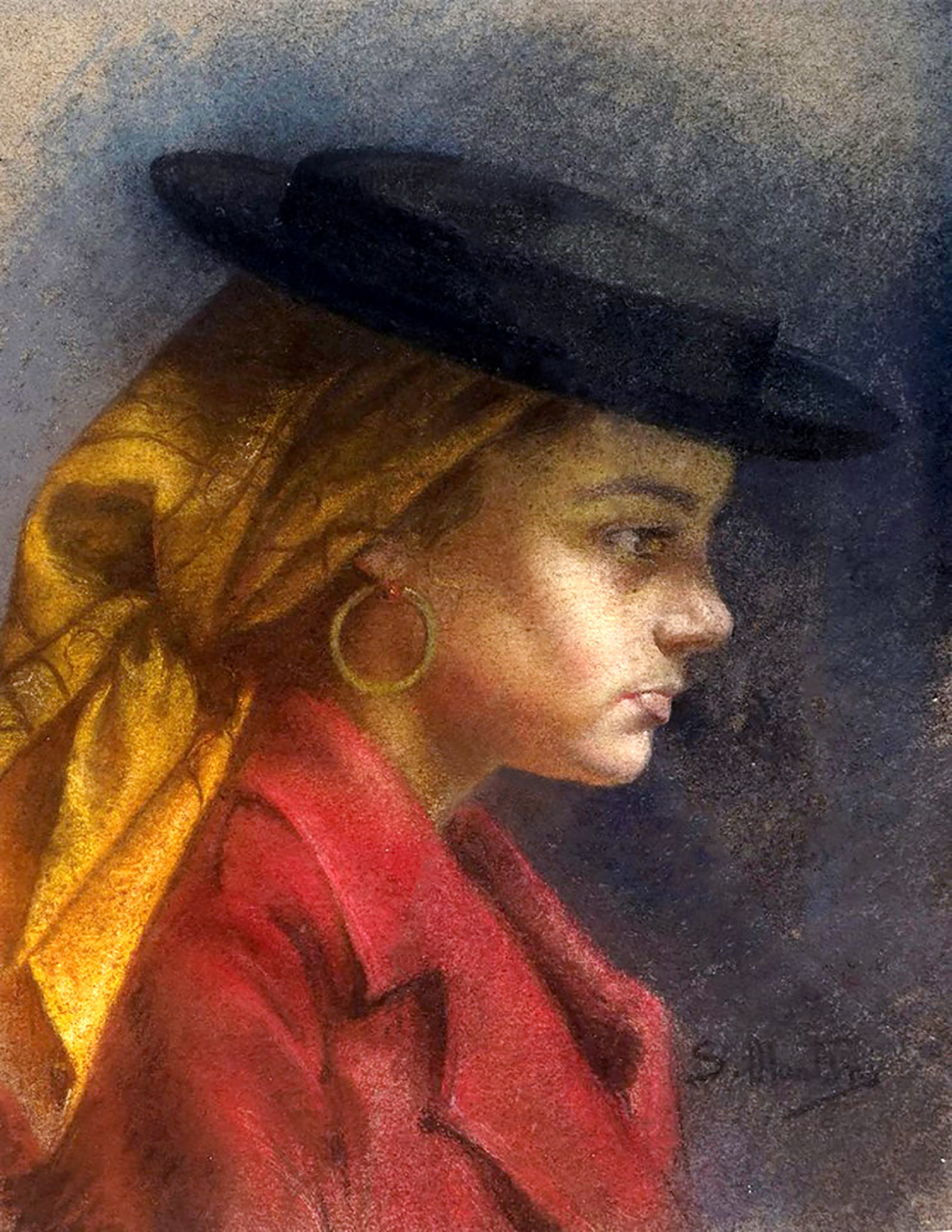
Rapariga de Avintes (1925), pintura de Sofia Martins de Souza (Museu Nacional Soares dos Reis)

- José Joaquim Fernandes Almeida (Zé Tuta), santeiro, tanoeiro

## Futebol Clube de Avintes
O Futebol Clube de Avintes é o clube de futebol local, fundado em 1923, e joga na Divisão de Elite da Associação de Futebol do Porto.

## Turismo
- Zoo Santo Inácio
- Parque Biológico
- Areinho de Avintes